# Spilstraat (Maastricht)
De Spilstraat (Maastrichts: spèlstraot) is een straat in het centrum van de Nederlandse stad Maastricht. De straat ligt midden in het voetgangersgebied van Maastricht en is een belangrijke winkelstraat.

## Geschiedenis
Door archeologisch onderzoek is komen vast te staan dat de Romeinse hoofdweg, tegenwoordig meestal aangeduid als Via Belgica, min of meer het tracé van de huidige Grote Staat volgde. Opgravingen hebben aangetoond dat hier al in de 1e eeuw na Chr. gewoond en gewerkt werd. Aan de weg tussen de eerste Romeinse brug van Maastricht en de begraafplaats (op het Vrijthof) lagen langgerekte, op de weg georiënteerde percelen met gebouwen van hout en leem. Deze percelen strekten zich uit over het zuidelijk gedeelte van de Spilstraat.
De naam van de straat (ook wel Spelmekerstraat; Latijn: platea fusorum) is afgeleid van spillenmakers of spildraaiers, een beroepsgroep die zich onder het ambacht van de timmerlieden bezighield met het maken van spillen, spindels of spinrokken. De locatie van de Spilstraat, vlak bij de Houtmarkt en dicht bij de lakenwevers in het Boschstraatkwartier, zal zeker van invloed zijn geweest op hun aanwezigheid hier. In 1591 werd verordeneerd dat alle straten moesten worden vrijgemaakt van hout, behalve de Spilstraat, waar de spildraaiers "twee houten" voor hun deur mochten hebben. In de 17e en 18e eeuw waren in de Spilstraat een aantal wapensmeden gevestigd.
In de middeleeuwen lag op de hoek van de Spilstraat en de Sint-Jorisstraat (de huidige Grote Staat) de Sint-Joriskapel, een van de wijk- of kerspelkapellen van Maastricht. De kapel ressorteerde onder het kapittel van Sint-Servaas. De kapel lag met de lange zijde langs de Sint-Jorisstraat en had aan de kant van de Spilstraat een torentje of dakruiter. Op de andere hoek van de Spilstraat, naast de Hochterpoort (later Gevangenpoort genoemd), lag het huis de Poort van Haren. Rond 1250 schonk ridder Adam van Haren het poorthuis aan de dominicanen, die er hun eerste vestiging hadden. De dominicanen trachtten de Sint-Joriskapel te verwerven, maar het Sint-Servaaskapittel verhinderde dat. Om die reden werd vanaf 1267 de Dominicanenkerk op een terrein achter de Sint-Joriskapel gebouwd. De tijdens de Beeldenstorm verwoeste kapel werd rond 1620 afgebroken, waardoor dit deel van de Spilstraat iets verbreed kon worden. Het terrein werd alsnog geschonken aan het Dominicanenklooster op voorwaarde dat deze het onbebouwd lieten. Vijftig jaar later was het terrein al bebouwd. In 1635 werd ook de Poort van Haren afgebroken.
Tijdens het ancien régime was de Spilstraat een drukke straat met veel bedrijvigheid, centraal gelegen tussen de Markt en de Sint-Jorisstraat. Na de Franse tijd veranderde het karakter van de centrumstraten geleidelijk, ook van de Nieuwstraat. Op het terrein van het opgeheven Dominicanenklooster verrees een complex van openbare scholen, aan de kant van de Spilstraat de Openbare Lagere School, later de Gemeentelijke Mulo. In 1969 werden de scholen, en wat er nog resteerde van het klooster, afgebroken en verrees hier de (eerste) Entre Deux.
In de loop van de 19e eeuw vertrokken veel bedrijven en handwerkslieden (de spildraaiers en de wapensmeden waren al eerder uit het straatbeeld verdwenen). Ervoor in de plaats kwamen winkels, vanaf begin 20e eeuw ook filialen van grootwinkelbedrijven. De laatste jaren hebben vrijwel alle lokale winkels plaats gemaakt voor winkelketens en franchise-ondernemingen. Enkele bekende, verdwenen zaken zijn: Ottenheijm (levensmiddelen), Janssen (groenten en fruit), De Harp (muziekhandel), Maison Lodewick (porselein), Van Wietingen (naaimachines), Vossen en Zonen (loodgieter, kachels), De Spil, Tricko en Phildar (kleding).
Begin jaren zeventig werd de straat voetgangersgebied. Aan het begin van de 21e eeuw is het gehele kernwinkelgebied van Maastricht gerenoveerd, waarbij ook de bestrating, het straatmeubilair en de straatverlichting in de Spilstraat zijn vernieuwd. Het ruim 20 jaar geleden in Maastricht van start gegane project Wonen boven winkels heeft ook in de Spilstraat geleid tot minder leegstand boven winkels.

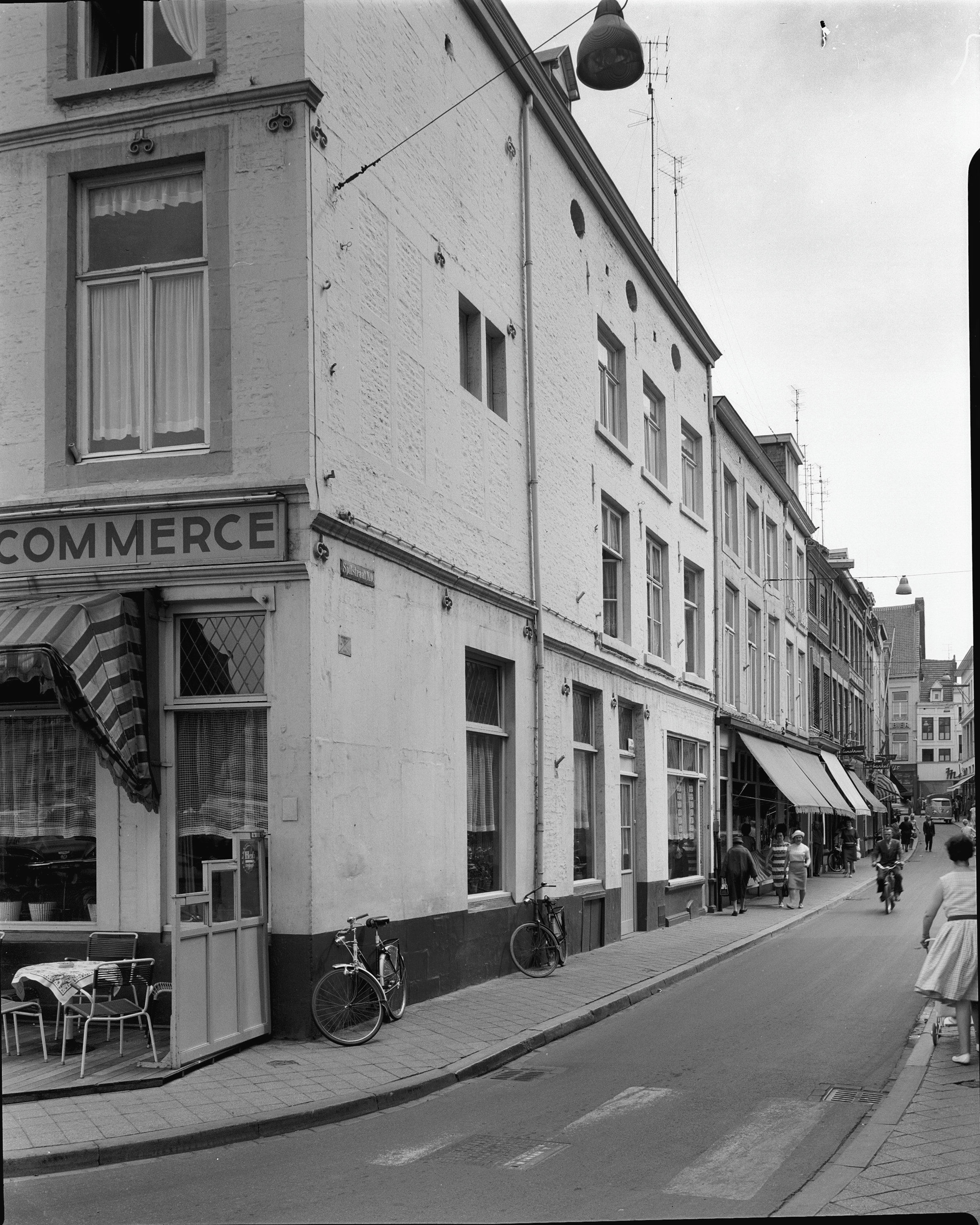
Noordwestzijde Spilstraat in 1962
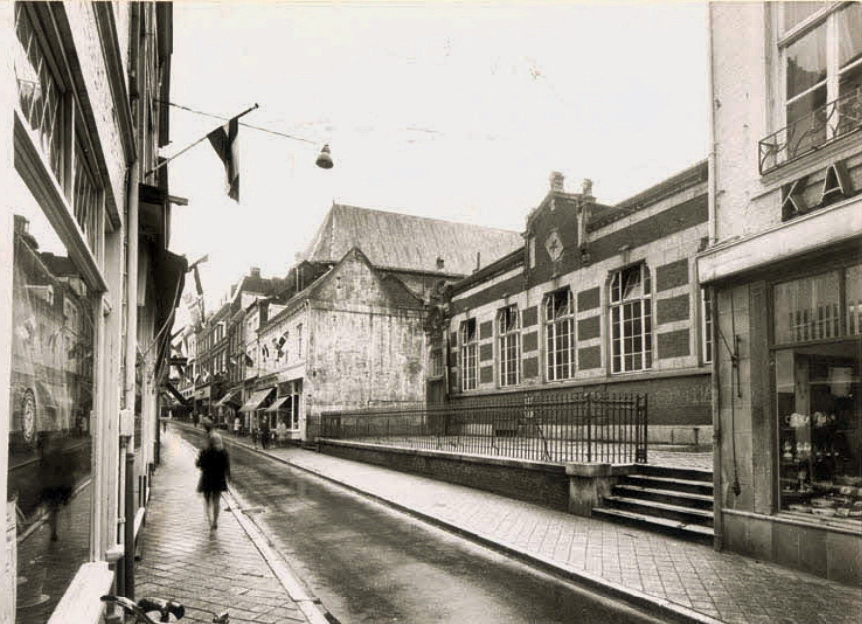
Spilstraat vóór de bouw van de Entre Deux, ca. 1966
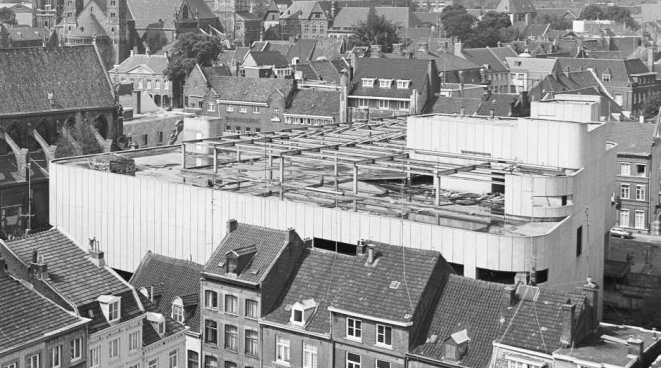
Spilstraat met Entre Deux vanaf stadhuistoren, 1977
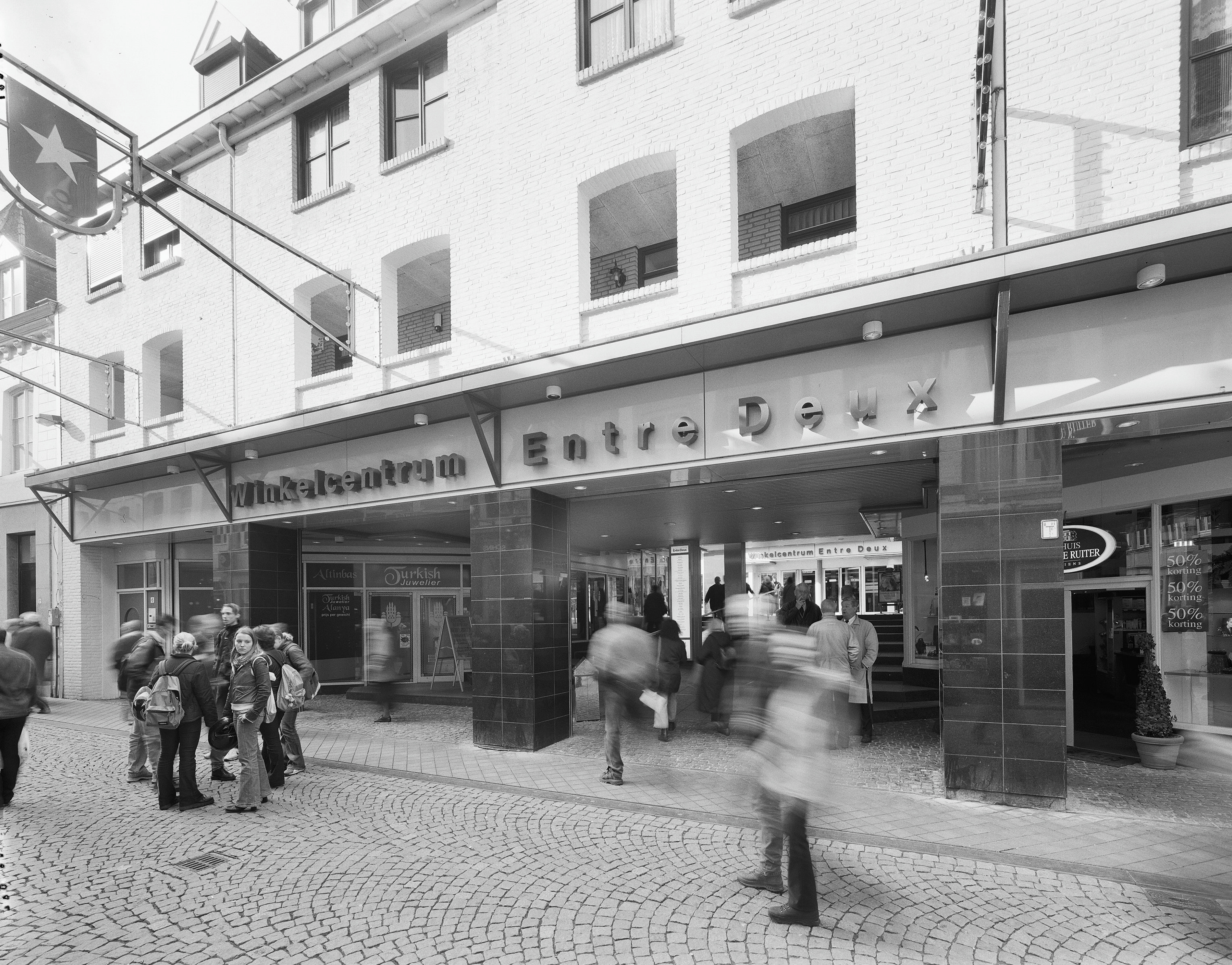
Ingang oude Entre Deux vóór de sloop, 2002

## Bezienswaardigheden

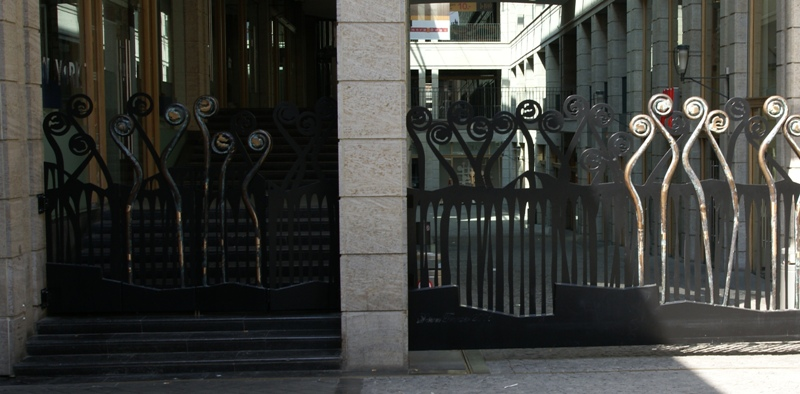
Hekwerk Entre Deux: Ontluikende varens (Désirée Tonnaer, 2006)

De Spilstraat is onderdeel van het beschermd stadsgezicht van Maastricht. In de straat liggen 15 rijksmonumenten. De 17e-, 18e- of 19e-eeuwse gevels hebben vaak vensteromlijstingen van blauwe hardsteen. Spilstraat 4 heeft een 18e-eeuwse gevelsteen en een gedenksteen uit 1926 voor de cellist Joseph Hollman. De huizen in de Nieuwstraat hebben twee tot vier verdiepingen met daarboven hoge daken, waaronder soms nog twee of drie verdiepingen schuilen. Veel panden, ook de rijksmonumenten, hebben gemoderniseerde winkelpuien, alhoewel er in de Spilstraat ook enkele vroeg-20e-eeuwse winkelpuien bewaard zijn gebleven.
In 1969 werd het warenhuis Entre Deux opgeleverd, aanvankelijk bedoeld als warenhuis voor de Grand Bazar, later een overdekt winkelcentrum. Het gehate, betonnen gebouw van Van den Broek en Bakema in de stijl van het brutalisme werd in 2004 alweer gesloopt. Ervoor in de plaats kwam een postmodern complex van de Maastrichtse architect Arno Meijs. Gebruikmakend van het natuurlijke hoogteverschil, ontwierp Meijs tussen het Dominicanerkerkplein en de Spilstraat een licht hellende, overdekte hoofdstraat, met op drie etages winkels aan binnenstraten. Aan de kant van de Spilstraat ontwierp kunstenares Désirée Tonnaer de toegangshekken en enkele plantaarnpalen.

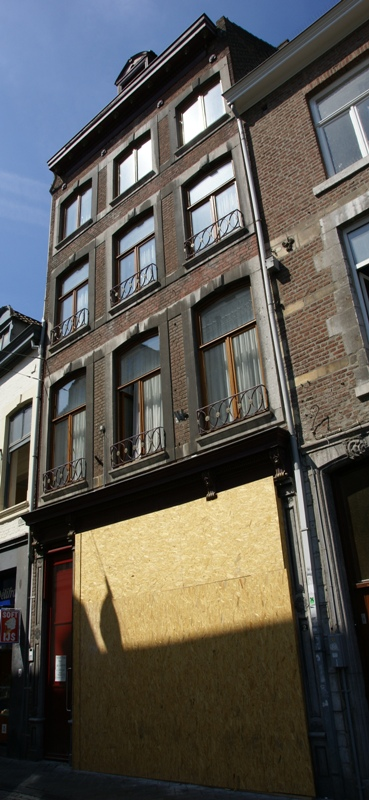
Spilstraat 2
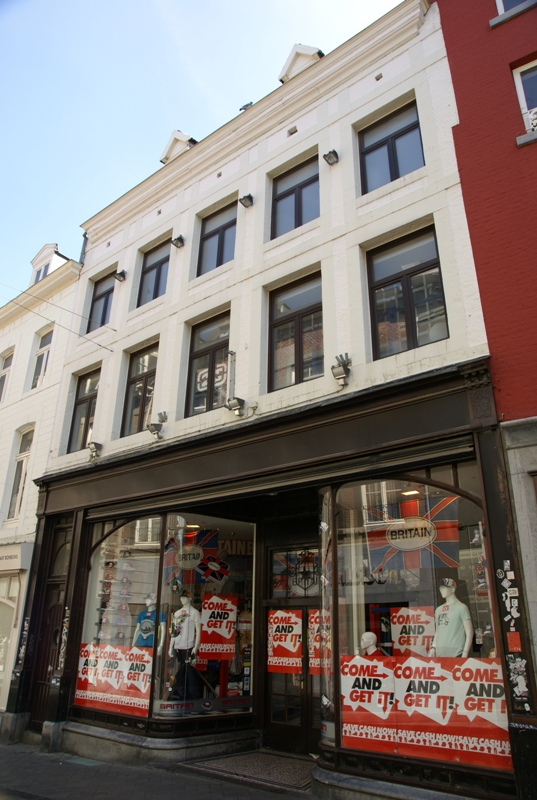
Spilstraat 25
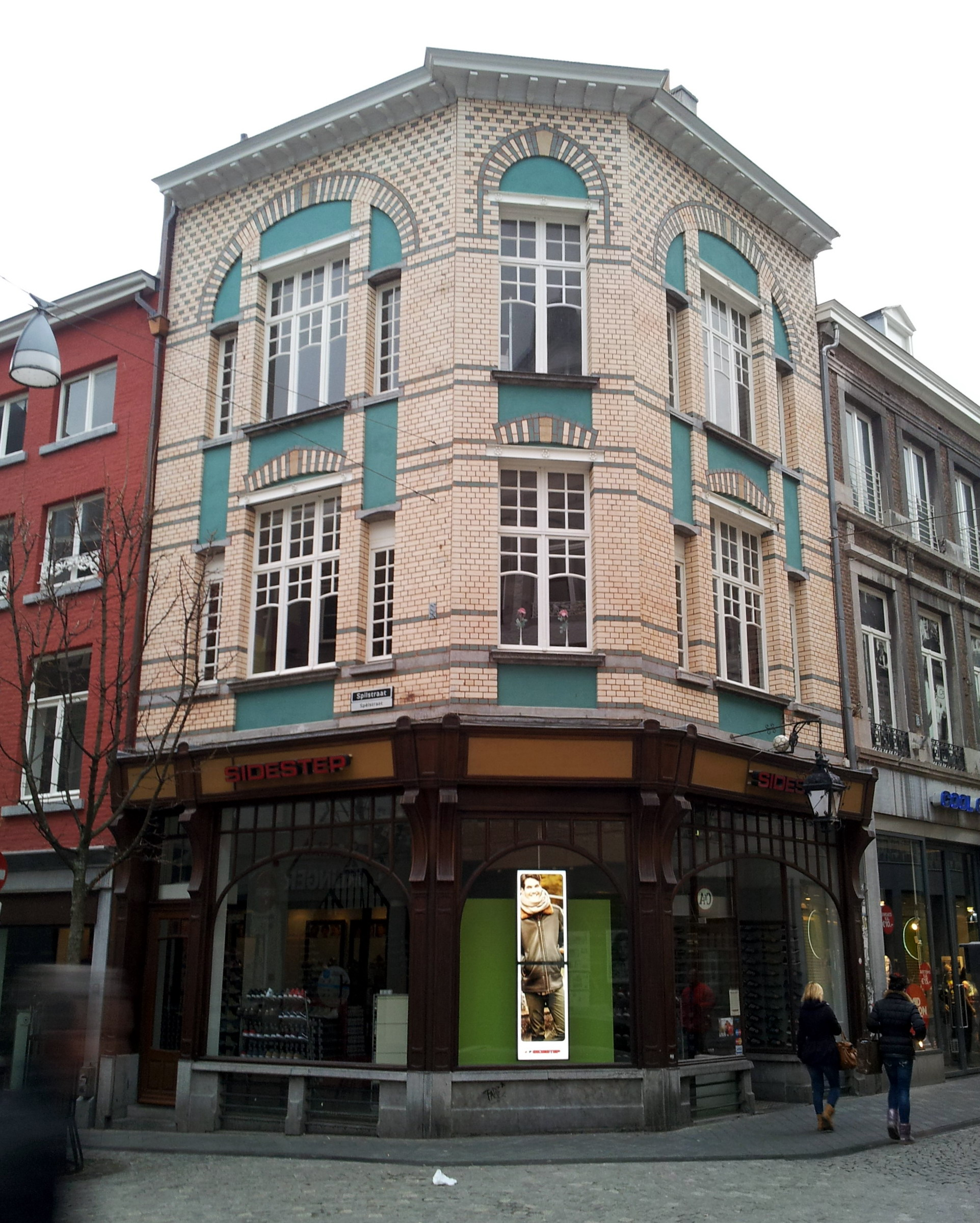
Hoek Spilstraat/Grote Staat
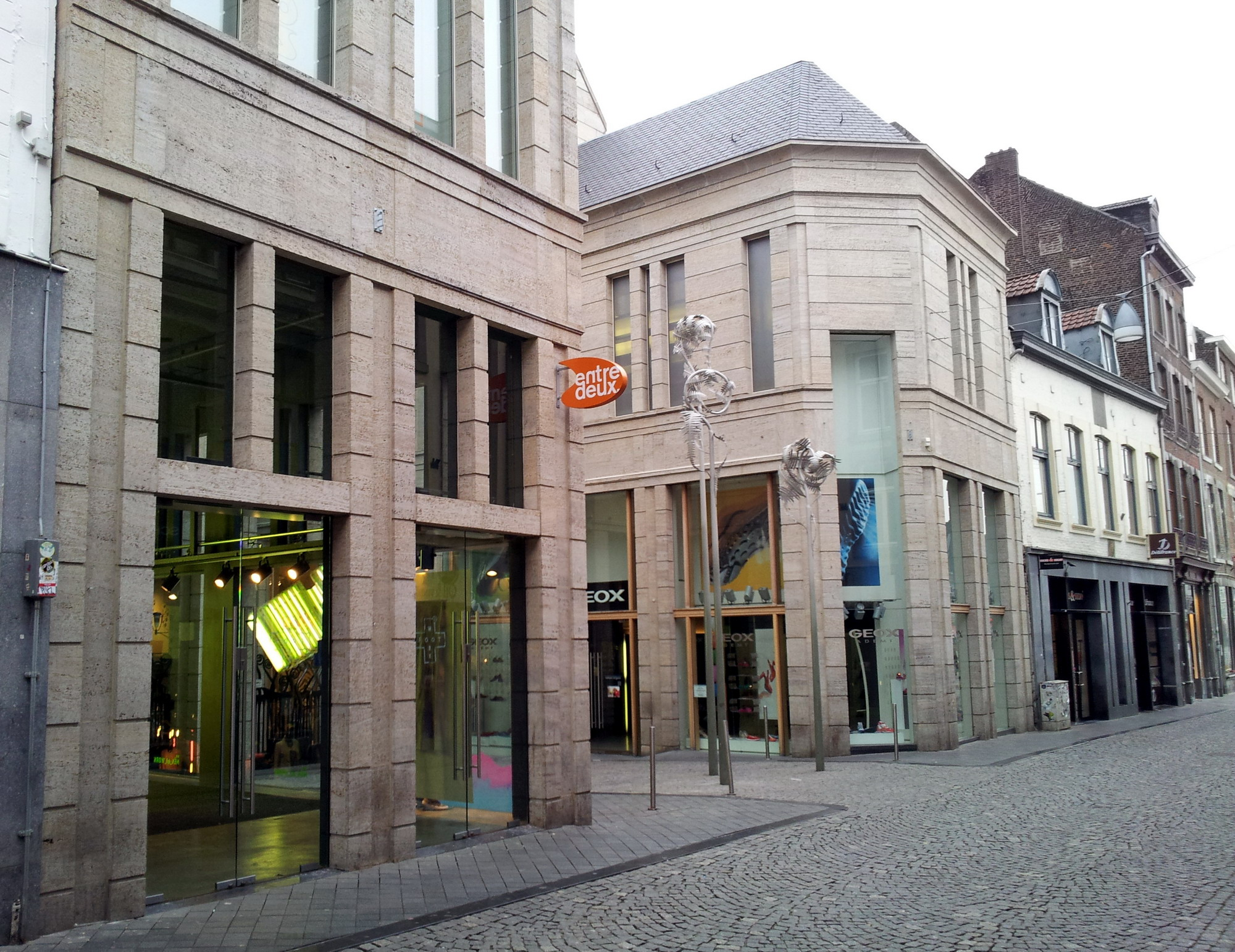
Ingang Entre Deux

## Trivia
- Volgens een legende is de naam van de straat ontstaan nadat enkele spinnende vrouwen de spot hadden gedreven met misgangers die op weg waren naar de Dominicanenkerk. Hierbij kleurde de draad op hun spindels bloedrood.[3]
- Spilstraat 4 is het geboortehuis van de cellist en componist Joseph Hollman (1852-1926). Hollman was solo-violoncellist van de Meiniger Hofkapelle, in die tijd een gerenommeerd orkest. Hij was hofcellist van Koning Willem III en gaf les aan de Japanse keizer. Camille Saint-Saëns droeg in 1902 zijn tweede celloconcert (Le Cygne) aan Hollman op.
- Op nr. 25 was tussen 1903 en 1910 een verkooppunt en magazijn gevestigd van de tinfabriek Urania, die voornamelijk tinnen kunstvoorwerpen in jugendstil produceerde. De fabriek, gevestigd aan de Scharnerweg, was opgericht door Frederik Regout, maar was geen lang leven beschoren.[8]
- Muziekhuis De Harp in de Spilstraat was niet alleen een bekend verkoop- en reparatieadres voor muziekinstrumenten, maar was ook jarenlang de bekendste platenzaak van Maastricht. Eigenaar Henk Severs ontving er artiesten en reikte gouden platen uit aan onder andere Rudolf Schock, Rocco Granata, Caterina Valente, Freddy Quinn en Adamo. Een hoogtepunt was het optreden van de Blue Diamonds in 1961.